# John Potter (archevêque)
Pour les articles homonymes, voir John Potter.
John Potter (v. 1674 – 10 octobre 1747) est un historien et ecclésiastique britannique. Il est successivement évêque d'Oxford, puis quatre-vingt-troisième archevêque de Cantorbéry.

## Biographie
À 14 ans, il entre à l'University College d'Oxford.

## Œuvres
- Commentaires sur De audiendis poetis de Plutarque, 1693
- Commentaires sur Oratio ad juvenes de Basile de Césarée, 1693
- Édition de Lycophron, 1697
  - Réédition en 1702
- Archaeologia graeca, 2 vol., 8vo, 1697-1798
- Antiquities (publié en latin dans le Thesaurus of Gronovius
- Discourse on Church Government, 1707
- Œuvres de Clément d'Alexandrie, 1715
- A System of Practical Mathematics, 1753 (posthume)
- Œuvres théologiques (sermons, conférences théologiques, etc.), 3 vol., 8vo, 1753 (posthume)